# Milan Janić
Milan Janić, född 14 juni 1957 i Bačka Palanka, Socialistiska republiken Serbien, SFR Jugoslavien, död 1 januari 2003 i Belgrad, Serbien, Förbundsrepubliken Jugoslavien, var en jugoslavisk kanotist.
Janić tog OS-silver i K-1 1000 meter i samband med de olympiska kanottävlingarna 1984 i Los Angeles.